# Пяскі-Бжустовські
Пяскі-Бжустовські (пол. Piaski Brzóstowskie) — село в Польщі, у гміні Цьмелюв Островецького повіту Свентокшиського воєводства.
Населення — 737 осіб (2011).
У 1975-1998 роках село належало до Тарнобжезького воєводства.

## Демографія
Демографічна структура на день 31 березня 2011 року:
|          | Загалом | Допрацездатний вік | Працездатний вік | Постпрацездатний вік |
| -------- | ------- | ------------------ | ---------------- | -------------------- |
| Чоловіки | 361     | 56                 | 254              | 51                   |
| Жінки    | 376     | 60                 | 226              | 90                   |
| Разом    | 737     | 116                | 480              | 141                  |